# One Better Day
"One Better Day" är den nittonde singeln från det brittiska ska/popbandet Madness. Texten skrevs av sångaren Graham McPherson och musiken skrevs av basisten Mark Bedford.
Låten handlar om två uteliggare som finner kärleken i varandra. Låttiteln kommer från den engelska frasen "He's seen better days" (han har sett bättre dagar ).
I musikvideon spelar McPherson uteliggaren, och hans fru spelar kvinnan han blir förälskad i. Resten av Madness spelar uteliggarens vänner.
Detta var den sista videon som pianisten Michael Barson medverkade i, innan han lämnade Madness och flyttade till Amsterdam med sin familj.
Det var deras sista singel som gavs ut på Stiff Records, innan de hoppade av och startade sitt eget bolag Zarjazz.
"One Better Day" låg sju veckor på Storbritanniens lista och nådde som bäst en sjuttonde placering. 
Den finns med på albumet Keep Moving och på de flesta av Madness samlingsskivor. B-sidorna finns med på samlingsboxen The Business.

## Låtlista
7" vinyl
1. "One Better Day" (Graham McPherson, Mark Bedford) – 4:06
2. "Guns" (McPherson) – 3:14

12" vinyl
1. "One Better Day" (McPherson, Bedford) – 4:06
2. "Guns" (McPherson) – 3:14
3. "Victora Gardens" (Carl Smyth, Michael Barson) – 4:01
4. "Sarah" (Lee Thompson, Madness) – 3:43